# Chaos Lives in Everything
«Chaos Lives in Everything» — четвертий сингл американського ню-метал гурту Korn з десятого студійного альбому The Path of Totality.

## Відеокліп
22 березня 2012 відбулась прем'єра відео. У ньому відсутні учасники гурту. Після негативної реакції фанів Джонатан Девіс анонсував через Твіттер вихід офіційного кліпу за кілька днів, погодившись з думкою прихильників. Кліп, куди потрапив матеріал з живих виступів під час туру The Path of Totality Tour, опублікували 5 квітня.

## Промо
Для реклами окремку на YouTube-канал Roadrunner Records UK завантажили псевдорепортаж «Breaking News: Global Chaos as Letters Reverse» про «пандемію» з оберненням літери R на вивісках тощо.

## Список пісень
1. «Chaos Lives in Everything» (радіо-версія) — 3:22[5]